# Veeam Software

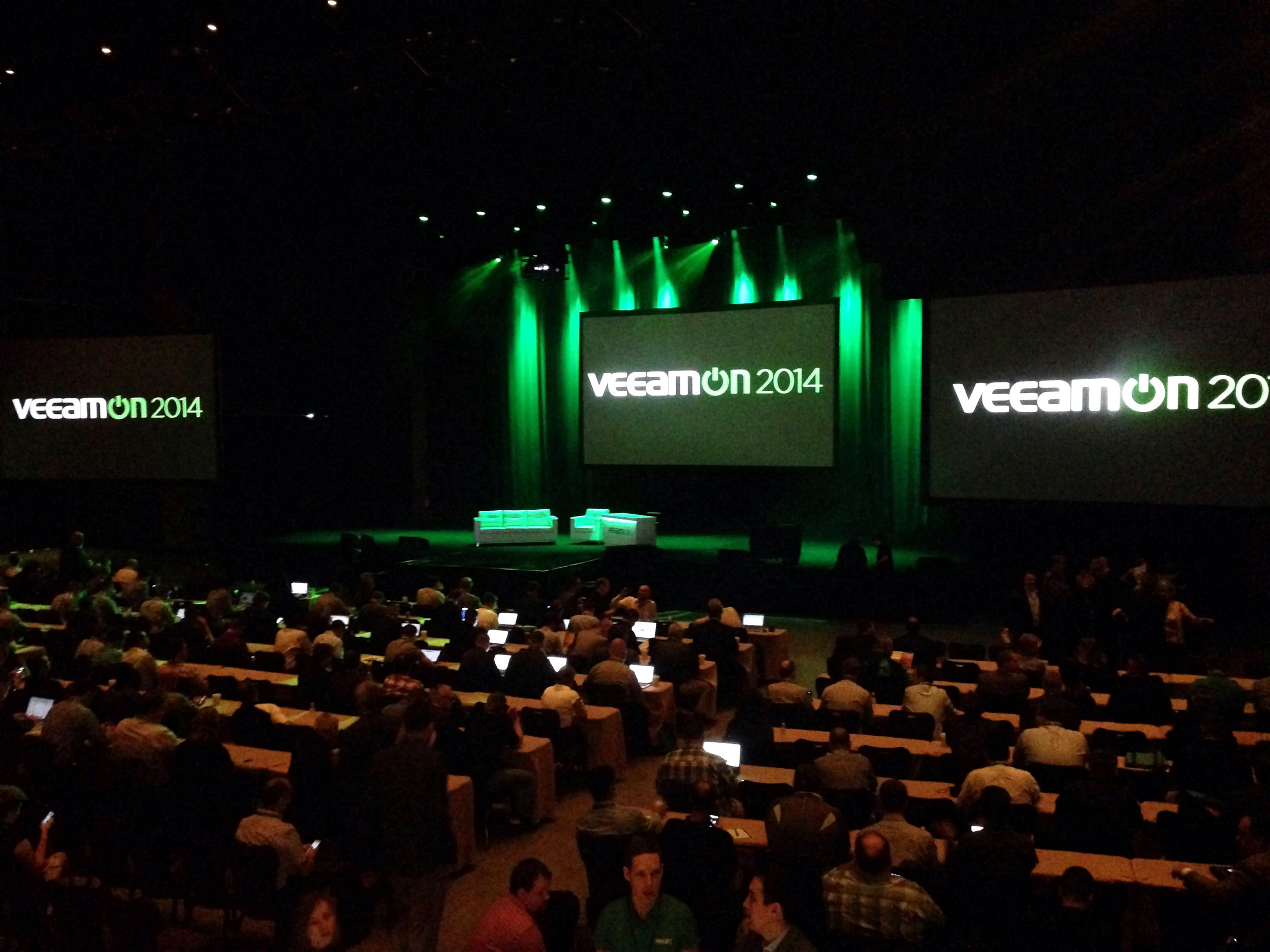
Sala conferenze VeeamON

Veeam Software è una società informatica a capitale privato che sviluppa software di backup, disaster recovery e intelligent data management per le infrastrutture virtuali, fisiche e multi-cloud.. Le sedi principali della società si trovano a Baar, in Svizzera e a Columbus negli Stati Uniti.
Il nome "Veeam" è legato alla pronuncia fonetica delle lettere "VM", ovvero Virtual Machine (macchina virtuale).

## Storia
Ratmir Timashev e Andrei Baronov fondarono Veeam nel 2006. Timashev e Baronov avevano venduto la loro precedente società di software per la gestione dell'IT, chiamata Aelita Software Corporation, a Quest Software nel 2004 che fu poi acquisita da Dell nel 2012. Nel giugno 2016, Dell annunciò la vendita della sua divisione software, che comprendeva Quest, a Francisco Partners e Elliott Management Corporation.
I primi prodotti Veeam, ovvero Veeam Monitor e Veeam Reporter, offrivano funzionalità di monitoraggio, reportistica, analisi e documentazione dell'infrastruttura virtuale. Successivamente, nel 2010, la società integrò i due prodotti dando vita a Veeam ONE. Veeam riscosse attenzione nel 2007 con il suo prodotto gratuito per il backup delle VM, chiamato FastSCP, che divenne il punto di partenza per la realizzazione del software di protezione dei dati di Veeam per la virtualizzazione dell'hardware.
Nel 2014 Veeam tenne a Las Vegas la sua prima conferenza sulla protezione e sulla disponibilità dei dati.
Nel 2016 Veeam nominò Peter C. McKay, ex Senior Vice President and General Manager Americas di VMware, quale suo Presidente/COO e nel 2018 Andrei Baronov fu promosso a CEO.
Il 9 gennaio 2020, Insight Partners annunciò che avrebbe acquisito Veeam per 5 miliardi di dollari, trasferendo la società negli Stati Uniti.
Il 22 luglio 2020 Gartner ha annunciato di aver inserito Veeam Software nel Quadrante Magico 2020, tra i leader delle soluzioni di backup e ripristino per data center.
Nel 2020 Veeam ha nominato Bill Largent, ex Presidente del Consiglio di Amministrazione, quale CEO e Presidente.

## Software
Nel 2008, con 10 dipendenti, la società rilasciò Veeam Backup & Replication, uno strumento che offriva alle VM VMware vSphere backup incrementali e repliche a livello immagine, con deduplica dei dati e compressione integrate. Veeam Backup & Replication iniziò a supportare Microsoft Hyper-V nel 2012.
Nel 2015 la società estese la sua linea di produzione introducendo una utility gratuita per il backup degli endpoint fisici, chiamata Veeam Endpoint Backup FREE; questa utility supporta i PC che eseguouno versioni a 32 e 64 bit del sistema operativo Microsoft Windows e si integra con Veeam Backup & Replication. Nello stesso anno, fu rilasciato Veeam FastSCP for Microsoft Azure, uno strumento per copiare file tra VM on-premises e Microsoft Azure.
Nel 2016 furono lanciati Veeam Backup for Microsoft Office 365, per il backup dei server Exchange di Office 365, e Veeam Availability Orchestrator, un software multi-hypervisor per l'orchestrazione del disaster recovery, con funzionalità di documentazione, test e reportistica.
Nel 2017 furono introdotti tre nuovi prodotti: Veeam Agent for Microsoft Windows e Veeam Agent for Linux (per la protezione dei dati dei carichi di lavoro fisici con vari scenari di backup/ripristino, incluso il cloud) e Veeam Availability Console (uno strumento gratuito per la gestione della protezione dei dati e del disaster recovery basati su Veeam nelle infrastrutture distribuite, con possibilità di utilizzare servizi BaaS e DRaaS forniti tramite provider di servizi.
Nel 2020 Veeam ha annunciato 16 release importanti (più di 25 includendo gli aggiornamenti), con centinaia di nuove funzionalità. Ciò include Veeam Backup & Replication™ v10, Veeam ONE™ v10, Veeam Backup for Nutanix AHV v2, Veeam Service Provider Console v4, Veeam Backup for Microsoft Azure v1, Veeam Availability Orchestrator v3, Veeam Backup for Microsoft Office 365 v5 e Veeam Backup for AWS v3.

## Acquisizioni
Nel 2008 la società acquisì nworks per integrare ulteriormente la gestione di VMware con le piattaforme di gestione dei sistemi enterprise Microsoft e Hewlett-Packard.
Ciò diede origine a due nuovi prodotti:
- Veeam nworks Management Pack for VMware per integrare direttamente la gestione di VMware in Microsoft System Center Operations Manager.
- Veeam nworks Smart Plug-In for VMware per integrare direttamente la gestione di VMware in HP OpenView.

Nel 2012 i prodotti furono rinominati Veeam Management Pack e Veeam Smart Plug-In, omettendo la parola "nworks".
Nel 2017 Veeam acquisì N2WS, una società che forniva soluzioni di backup e disaster recovery di livello enterprise native nel cloud per Amazon Web Services (AWS). Nel 2019 Veeam rivendette N2WS ai fondatori originali, in seguito a discussioni con il governo americano.
Nel 2020 Veeam ha acquisito Kasten, il leader di mercato nel backup e disaster recovery di Kubernetes.